# カバリュス嬢の肖像
『カバリュス嬢の肖像』（カバリュスじょうのしょうぞう、仏: Portrait de Mlle de Cabarrus, 英: Portrait of Miss Cabarrus）は、19世紀フランスのロマン主義の画家テオドール・シャセリオーが1848年に制作した肖像画である。油彩。
テオドール・シャセリオーを代表する肖像画の1つで、「タリアン夫人」「テルミドールの聖母」として知られるテレーズ・カバリュスの孫であり、当時のパリの社交界で最も美しい女性の1人に数えられていたマリー＝テレーズ・カバリュス（Marie-Thérèse Gabrielle Tallien de Cabarrus）を描いている。現在は失われた作品『コンスタンティーヌのユダヤ人の間での安息日の祝い』（Le samedi fête du Sabbat chez les juifs de Constantine）とともに、同年に開催された二月革命後最初のサロンに出品されたが、本作品に対する評論家たちの反応は芳しくなかった。現在はフランス、カンペールのカンペール美術館に所蔵されている。

## 人物
本作品のモデルであるマリー＝テレーズ・カバリュスは、1825年に医師である父ジュール＝エドゥアール・カバリュス（Jules Adolphe Edouard Ouvrard, dit Tallien de Cabarrús）と、母アデライード・マリー・ド・レセップス（Adélaïde Marie de Lesseps）の間に生まれた。
彼女の祖母テレーズ・カバリュスはもともとスペインのマドリードに生まれた裕福な女性で、フランス革命の指導者の1人ジャン＝ランベール・タリアンと恋に落ち、彼にクーデターを起こさせてロベスピエールを失脚させた。ところがテレーズはタリアンとの結婚後、ポール・バラスや銀行家ガブリエル＝ジュリアン・ウヴラール（Gabriel-Julien Ouvrard）の愛人となり、最終的にバラスとの間に1人、ウヴラールとの間に父ジュール＝エドゥアールを含む5人の子を生んだ。ジュール＝エドゥアールはホメオパシーの治療で名声を得た人物で、その周囲には多くの著名人が集まった。シャセリオーと彼女の父との出会いは1840年代の初めであり、画家が1856年に死去するまで交流は続いた。
当時の文豪たちが出入りする文学的教養の高い環境で育ったマリー＝テレーズ・カバリュスは美しく、活力にあふれた女性に成長した。彼女が結婚したのは絵画が制作された1848年の9月のことである。相手は11歳年の離れた弁護士ヴィロフレ・クロード・サン＝タマン・マルティニョン（Claude Saint Amand de Saint-Amand Martignon）であり、2人の子供を生んだ。1899年に死去した。

## 作品
肖像画が描かれたときカバリュス嬢は23歳であった。彼女は白く輝くドレスをまとって、2人掛けカウチの肘付きにもたれかかり、鑑賞者の側に魅力的な視線を投げかけている。彼女の表情は繊細である。カバリュス嬢は微笑みながら、かすかに唇を開き、その間からテオフィル・ゴーティエによれば「真珠の」白い歯が見えている。彼女は黒髪の頭を花で飾り、右腕にピンクのケープを折りたたんで掛け、手にはパルマスミレの花束を持っている。
本作品はシャセリオーが学んだドミニク・アングルの新古典主義の厳格さと、後に傾倒したウジェーヌ・ドラクロワのロマン主義的な緊張を見て取ることができる。アングルの影響の1つとして顔の描写に特に注意を払っている点が挙げられる。また本作品におけるシャセリオーの構想を間接的に伝えるものとしては、同時期に描かれた女性の素描（RF 26.184）が指摘されている。シャセリオーはその素描の中に「動きのある金髪女性の肖像、深い色の背景に対して生き生きとして繊細な色調、香り高く珍しい花々による大きなブーケとともに」というメモを描き込んでいる。
完成作と準備素描を比べると、後者では彼女は振り向いたようなポーズを取り、より動きのある姿で描かれていた。最終的にシャセリオーはより正面性の強い女性像を選択し、手にパルマスミレの花束を持たせることで、春の訪れを示唆している。頭を飾る花についてはロマンティック・バレエのダンサー、マリー・タリオーニの影響が指摘されている。

## 当時の反応

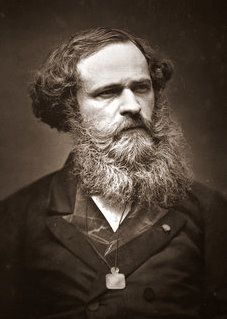
アルセーヌ・ウーセイ。

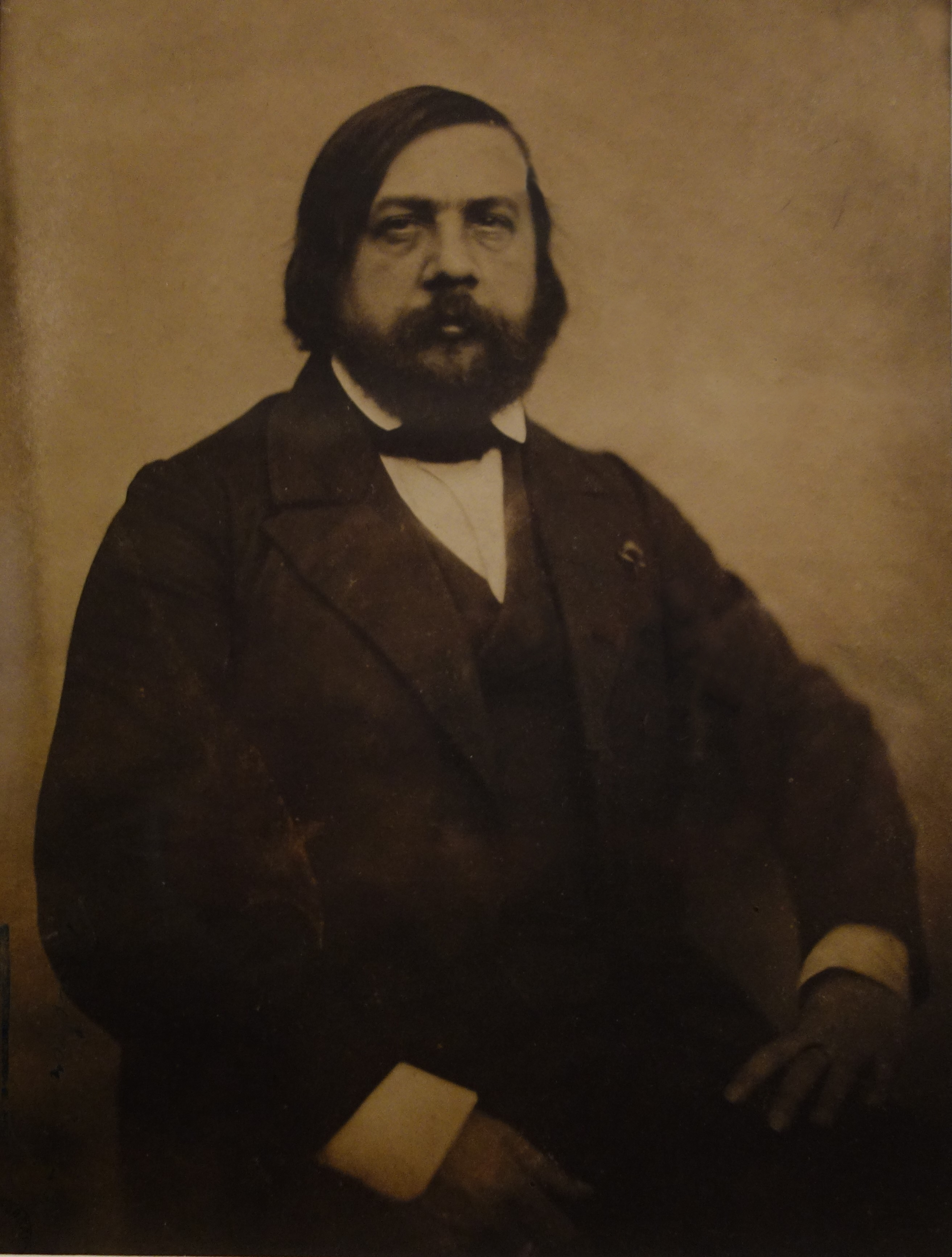
テオフィル・ゴーティエ。

マリー＝テレーズの肖像画がサロンで展示されると、作家・ジャーナリストのアルセーヌ・ウーセイは「1848年のサロンの真珠」と称えた。

言うべき言葉はひとつだけ、つまり魅力的である。詩を形象化した姿を通して垣間見える真実である。カバリュス嬢はテルミドール9日の祖母のタリアンのように美しいのだ。

しかし肖像画に対する反応は芳しくなかった。 クレマン・ド・リ（Clément de Ris）は次のように酷評している。

シャセリオー氏が描いた青白くて痩せすぎの人物像、肩は狭く、胸はくぼみ、緑がかった死体のような肌を持つ、《C･･･嬢》が、あの活気と健康に輝くような美しい若い娘であることに気がつくと驚愕する。彼女においては全身から生命が躍動し、光り輝いていて、数世代にわたる荘厳な美の遺産を実に軽やかに受け継いでいるのだというのに。

テオフィル・ゴーティエも「優雅さと完璧な上品さをもって描いた」とシャセリオーを擁護したが、クレマン・ド・リと同様、青白く不健康に見えることを嘆いた。

緑がかった中間色の行き過ぎのせいでやや青白く見えることだけは残念だ。この色調はきわめて繊細であり、真紅か金色のグラッシをかける必要があったかもしれない。そうすれば、より忠実な肖像となっただろう。なぜならモデルの艶やかな肌の下にはもっと目に見えるように生命力が張り巡らされていて、健康の輝きと鮮血の純粋さがバラ色の雲で覆っているようだからだ。

実際のところ、描かれた女性の青白さに対する批判はドミニク・アングルの弟子たちが描いた女性肖像画によく見られたものであった。そのことはシャセリオーの肖像画の根底に師アングルから受け継いだ技術があることを暗に示している。ちなみに本作品に対するアングルの反応も残されている。あるとき、カバリュスの邸宅を訪れたアングルはこの肖像画を目にすると、色彩が眩しすぎると言い、外套の袖口で目を覆ったという。

## 来歴

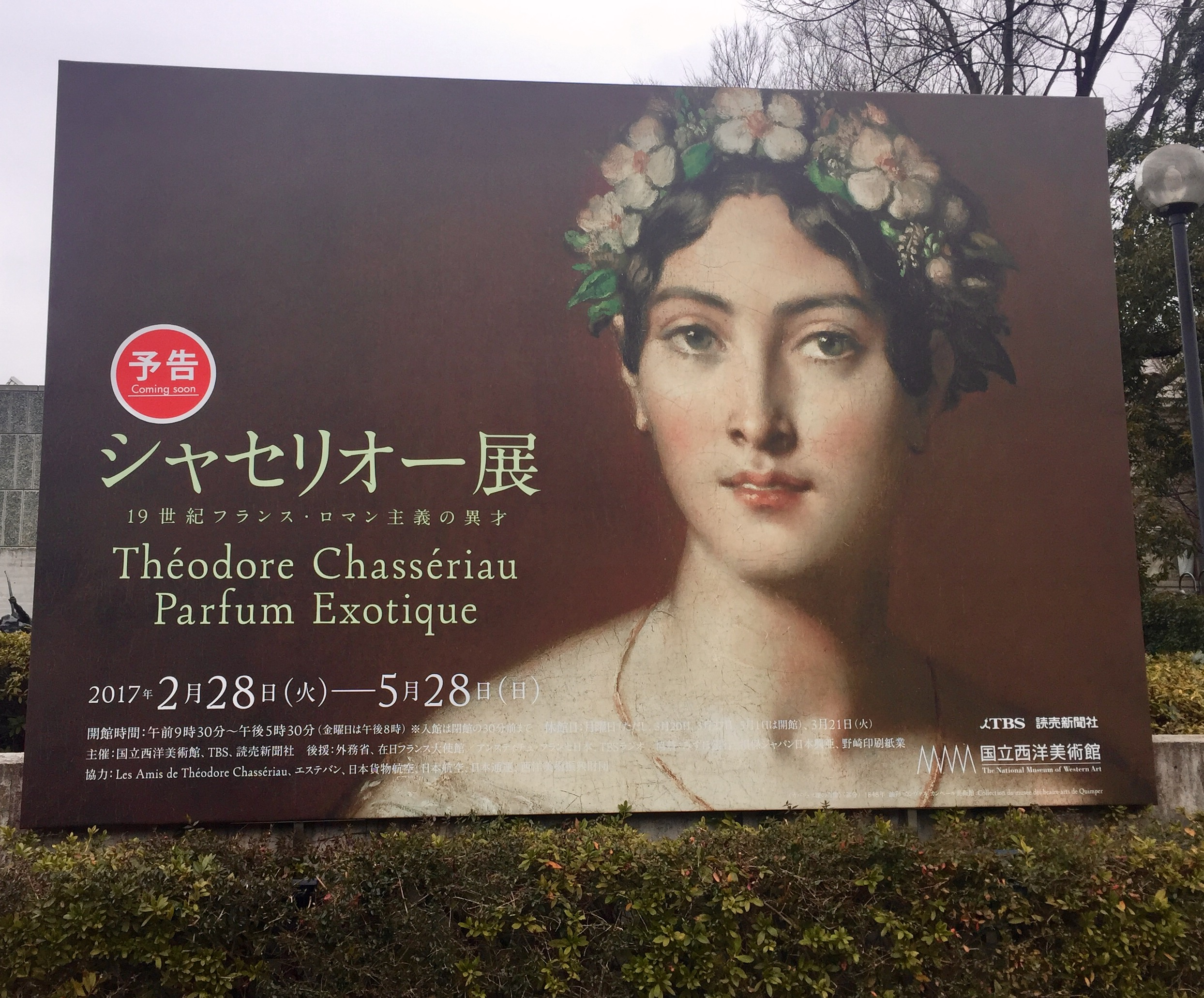
2017年に国立西洋美術館で催されたシャッセリオー展のポスターに本作品が用いられた。

当時の批評家たちの反応は芳しくなかったにせよ、マリー＝テレーズが父から譲り受けた自身の肖像画をその生涯のうちに手放すことはなかった。そして彼女の死後の1901年に、絵画はカンペール美術館に遺贈された。現在、カンペール美術館は本作品をシャセリオーの傑作として、同美術館が所蔵する絵画のうち最も重要なものの1つと見なしている。
2017年、日本の国立西洋美術館で国内初のシャセリオーの展覧会が催された際に、本作品も出品され、目録の表紙およびポスターに用いられた。